# Gymnoscelis puncta
Gymnoscelis puncta là một loài bướm đêm trong họ Geometridae.